# Дарфилд (Новая Зеландия)
Да́рфилд (англ. Darfield) — город в округе Селуин Южного острова Новой Зеландии. Он расположен в 35 километрах к западу от Крайстчерча по государственному шоссе 73 (Большое Альпийское шоссе). Через город проходит железнодорожная линия Мидленд, обслуживаемая компанией TranzAlpine. Население города (по данным переписи 2001 года) составляет 1362 человек.
Дарфилд — основной населённый пункт между Крайстчерчем и Уэст-Кост. Его часто называют «городок под Северо-западной аркой», имея в виду характерный погодный феномен, который часто создаёт арку из облаков в чистом небе к западу от города. Причиной этому служит конденсация водяных паров в потоках воздуха, поднимающихся над Южными Альпами. В Дарфилде есть средняя школа и несколько магазинов.
В окрестностях Дарфилда расположены пастбища и пахотные земли района Малверн. Отсюда открываются живописные виды на реки Уаимакарири и Ракаиа в Южных Альпах. Это место популярно для запуска аэростатов.
Fonterra — транснациональный молочный кооператив, одна из крупнейших компаний в Новой Зеландии, планирует построить возле города завод по производству сухого молока.
Землетрясение магнитудой 7,1, случившееся неподалёку от Дарфилда 4 сентября 2010 года, причинило широкомасштабный ущерб как городу, так и его окрестностям, вплоть до Крайстчерча.

## Известные уроженцы Дарфилда
- Джон Райт[англ.] (род. 5 июля 1954), новозеландский игрок в крикет, бывший тренер сборной Индии по крикету.
- Мэри Клинтон (род. 8 мая 1960), новозеландский хоккеист (хоккей на траве).
- Джеймс Те-Хуна (род. 29 сентября 1981) — первый новозеландец в UFC (2010) (Абсолютный бойцовский чемпионат).